# Grito de campo
Los Gritos de campo (hollers), eran una manifestación musical afroamericana desarrollada en época anterior a la guerra civil estadounidense, relacionada con las canciones de trabajo (work songs), y que fueron el más claro antecedente de los blues. Ortiz Oderigo los definió como:

canciones de breve extensión, medio habladas, medio cantadas, medio gritadas, entonadas por los braceros durante sus labores o en momentos de descanso, con el objeto de comunicarse entre sí, y cuya transcripción al pentagrama es harto difícil, si no imposible.

Los "gritos de campo" tuvieron un fuerte influencia en el origen del blues y, de hecho, contienen ya una buena parte de las características de este, especialmente las llamadas blue notes, aunque también se dan similitudes en las cadencias, el fraseo y otros elementos. Un buen número de cantantes de blues de la primera mitad del siglo XX, llevaban en su repertorio, frecuentemente, "hollers". Tal es el caso de Leadbelly, que llegó a grabar algunos ("Dicklicker's holler", "Ol' Hannah", etc), o de Jim Henry, de Misisipi, que grabó un "holler" para el Archivo de la Biblioteca del Congreso de Washington, en 1937.

## Origen
Su origen último suele situarse en África Occidental, donde se han descrito formas similares de comunicación, aunque en su forma americana se relacionan directamente con los cantos de trabajo, especialmente con los de las cuadrillas de ferrocarriles y en los molinos. A diferencia de las canciones de trabajo, que eran cantadas en grupo, los "hollers" se gritaban por un solo intérprete, lo que supuso una importante novedad en la música folclórica afroamericana.

## Estructura y contenido
La estructura del "holler" es difícil de describir. En ocasiones, un "holler" se limitaba a una sola nota que se hacía vibrar colocando el dedo índice en la garganta. Un ejemplo típico de "cottonfield holler", es decir, de grito de campo originario de los campos de algodón, fue recogido en una grabación de 1939, por Thomas Marshall, con carácter modal, como la mayoría de ellos, y desarrollado armónicamente en el modo dórico, aunque con notas añadidas. Su letra decía simplemente: 

"Oh, Oh... I won't be here long / Oh, Oh, ... dark gonna catch me here.../ Dark gonna catch me here"

La difícil traslación de estos cantos a la partitura, llevaron en 1926 a los investigadores Milton Metfessel y Carl Seashore, de la Universidad de Iowa, a utilizar la técnica de la fonofotografía para recoger en un gráfico, representado como una curva en escala uniforme, la frecuencia de vibración y el tiempo del canto "holler", a la vez que una cámara grababa la imagen del cantante. Con ello se obtenía una idea visual bastante adecuada del uso del vibrato, glissandos y ataques de las notas del "holler".